# Максвелл (лунный кратер)
Кратер Максвелл (лат. Maxwell) — большой древний ударный кратер в северном полушарии обратной стороны Луны. Название присвоено в честь британского физика, математика и механика Джеймса Клерка Максвелла (1831—1879) и утверждено Международным астрономическим союзом в 1961 г. Образование кратера относится к нектарскому периоду.

## Описание кратера
Ближайшими соседями кратера Максвелл являются кратер Рэлей на западе; кратер Вестин на северо-западе; кратер Ричардсон на северо-востоке (Максвелл перекрывает его юго-западную часть); кратер Артамонов на юго-востоке; кратер Ломоносов на юге, частично перекрывающий южную часть кратера Максвелл, и кратер Жолио на юго-западе. На юго-западе от кратера находится цепочка кратеров Артамонова . Селенографические координаты центра кратера 29°54′ с. ш. 98°32′ в. д. / 29,9° с. ш. 98,53° в. д., диаметр 109,2 км, глубина 2,9 км.
Кратер Максвелл имеет полигональную форму и существенно разрушен за длительное время своего существования. Вал значительно сглажен, лучше всего сохранилась его западная часть. Высота вала над окружающей местностью достигает 1520 м, объем кратера составляет приблизительно 11600 км³.  Дно чаши относительно ровное, за исключением южной части, покрытой породами, выброшенными при образовании кратера Ломоносов. В чаше кратера находятся области с низким альбедо, видимо, затопленные базальтовой лавой. Кратер пересечен светлыми лучами от кратера Джордано Бруно, расположенного на севере-северо-востоке.

## Сателлитные кратеры
Отсутствуют.

## См.также
- Список кратеров на Луне
- Лунный кратер
- Морфологический каталог кратеров Луны
- Планетная номенклатура
- Селенография
- Минералогия Луны
- Геология Луны
- Поздняя тяжёлая бомбардировка